# Verdikte fuikhoren
De verdikte fuikhoren (Tritia incrassata) is een slakkensoort uit de familie van de fuikhorens (Nassariidae). De wetenschappelijke naam van de soort werd in 1768 voor het eerst geldig gepubliceerd door Hans Strøm.

## Beschrijving
De verdikte fuikhoren is een mariene huisjesslak met een spiraalvormige schelp (tot 15 mm hoog) waarvan de teleococh bestaat uit 6 tot 7 bolle windingen met een sculptuur van regelmatige spiraalvormige ribbels die breder zijn dan de tussenruimtes. De protoconch is klein, duidelijk afgerond kegelvormig met 2,5 gladde windingen. De mondopening is aan de buitenkant begrensd door een sterke varix die een rand vormt, normaal gesproken uniek en niet herhaald in de eerdere groeifasen van de horen. De binnenkant van de buitenlip draagt circa 10 knobbels, langwerpig in de spiraalrichting. De verdikte fuikhoren heeft een bruinachtige operculum, een dekselachtige structuur die het dier kan gebruiken om de opening van de schelp af te sluiten wanneer het zich terugtrekt.

## Verspreiding en leefgebied
Deze slakkensoort komt algemeen voor in de Europese wateren op dieptes vanaf de kustlijn tot circa 200 meter. Het verspreidingsgebied omvat de oostelijke Atlantische Oceaan (van Noorwegen tot zuid Marokko, als ook de Canarische Eilanden en de Azoren) en de Middellandse Zee, maar is zeldzaam in het Nederlandse deel van de Noordzee. De verdikte fuikhoren leeft vooral op harde substraten, zoals langs rotskusten en tussen stenen of wordt aangetroffen op mosselen en andere schelpdieren.